# Williams (rivier)
De Williams is een rivier in de regio Peel in West-Australië.

## Geschiedenis
De oorspronkelijke bewoners van het stroomgebied van de Williams waren de Wiilman Nyungah Aborigines.
De rivier werd ontdekt door kapitein Thomas Bannister rond 1831. De naam Williams werd voor het eerst aangetroffen op een kaart uit 1833. De rivier werd vermoedelijk rond 1832-33, door gouverneur James Stirling, vernoemd naar de in 1831 gekroond koning Willem IV van het Verenigd Koninkrijk.

## Geografie
De Williams ontstaat tussen Williams en Narrogin. Ze stroomt meer dan 80 kilometer naar het westen, door de plaats Williams, en vormt nabij Mount Saddleback in de Darling Scarp, samen met de rivier Hotham, de rivier Murray.
De rivier wordt gevoed door onder meer volgende waterlopen:
- Manaring Brook (305 m)
- Jim Went Creek (294 m)
- Geeralying Brook (290 m)
- Fitts Creek (272 m)
- Junction Brook (271 m)
- Coalling Brook (263 m)
- Macdermott Brook (263 m)
- Corralling Brook (249 m)
- Starting Creek (229 m)
- Marling Gully (223 m)
- Warrening Gully (206 m)
- Coolakin Gully (200 m)